# Dušan Ivković
Dušan Ivković (Beograd, 29. listopada 1943. – Beograd 16. rujna 2021.) bio je srbijanski trener i bivši košarkaš. Jedan je od najuspješnijih košarkaških trenera svih vremena. Od siječnja 2008. do studenog 2013. obnašao je dužnost izbornika srbijanske košarkaške reprezentacije, a naslijedio ga je Aleksandar Đorđević. U Hrvatskoj je bio trener Šibenika.
Mlađi je brat poznatog srbijanskog trenera i igrača Slobodana Ivkovića.

## Klupski uspjesi
- Kup Radivoja Koraća 1979. (trener  Partizana)
- Euroliga 1997. (trener  Olympiakosa)
- Kup Raymonda Saporte 2000. (trener  AEK-a)
- Eurokup 2005./06. (trener  Dinama Moskva)

Osvojio je mnogo državnih prvenstava i kupova.